# Indiana
Indiana er en amerikansk delstat. Delstatens hovedstad er Indianapolis, der også er den største by. Indiana havde 6.785.528(2020) indbyggere.
Indiana blev optaget som USA's 19. delstat den 11. december 1816.

## Historie
Oprindelige amerikanere, der boede i området, var bl.a. miami-stammen og shawnee.
Den første europæer, som udforskede det nuværende Indiana, var René Robert Cavelier de La Salle, og området blev i 1682 overgivet den franske krone som del af Ny Frankrig. Franskmændene var ikke særskilt interesserede i at befolke regionen, men grundlagde handelsstationer, der foretog byttehandler med lokale indianere, og man fik på den måde skind. I 1732 grundlagde Frankrig den første faste bevæbnede post i Indiana i Vincennes. Briterne begyndte at konkurrere med franskmændene om pelshandelen fra begyndelsen af det 18. århundrede. I 1754 brød den franske og indianske krig ud i Nordamerika, og den sluttede i 1763 med fransk nederlag. Som følge af Pariserfreden overgav franskmændene kontrollen over Indiana-området og andre områder til briterne. I de følgende år voksede befolkningen langsomt, og de kolonister, der kom fra de 13 oprindelige kolonier, bosatte sig især i Vincennes.
Efter USA's uafhængighedskrig blev Indiana i 1787 en del af Northwest-territoriet, og i 1800 blev Indiana-territoriet dannet med hovedstad i Vincennes. I 1809 blev Illinois-territoriet udskilt, og Indiana fik sin nuværende udstrækning. USA's regering stimulerede tilflytningen til området ved salget af billige jordlodder.
Det samme år købte William Henry Harrison 1,17 mio. hektar land af de oprindelige amerikanere ved Fort Wayne-traktaten, som var en af katalysatorerne for Tecumseh-krigen, der begyndte i 1811, da diverse stammer samlede sig mod amerikanerne. Indianerstammerne blev slået ved et slag, men allierede sig i 1812 med briterne. I 1813 blev stammerne igen slået, og lederen af indianerne, Tecumseh, blev dræbt, hvilket afsluttede angrebene mod de amerikanske bosættelser.
I 1813 blev Indianas hovedstad flyttet til Corydon , og den 11. december 1816 blev Indiana den 19. delstat i USA.
I 1821 blev Indianapolis grundlagt, og byen blev delstatens hovedstad i 1824 takket være dens centrale placering i staten.
In 1861 begyndte den amerikanske borgerkrig. Indiana, hvis befolkning var overvejende abolitionister, deltog aktivt på Unionens side mod Amerikas Konfødererede Stater. Det eneste slag, der blev udkæmpet i Indiana under borgerkrigen, var Slaget ved Corydon i 1863.
Efter krigen opstod der økonomisk nedgang for landbruget på grund af lave priser på afgrøder og høje udgifter til transport. Mange jordbrugere blev forgældet og flyttede til byerne. Landbruget kom først på fode igen i 1890'erne.
I 1886 blev der fundet naturgas i Indiana, hvilket tiltrak en række industriforetagender. Den industrielle sektor voksede hurtigt i de første årtier i det 20. århundrede, og industribyer opstod, bl.a. Gary, der blev grundlagt i 1906 af United States Steel Corporation.
I 1929 startede Depressionen, som medførte økonomisk krise i Indiana med lukning af industrier og arbejdsløshed til følge. Krisen varede igennem 1930'erne, men socioøkonomiske programmer hjalp dog med til at formindske effekterne.
Indiana havde økonomisk fremgang indtil 1970'erne med industrien som vigtigste indtægtskilde. Byer som Indianapolis og Gary tiltrak fortsat landbrugere samt folk fra det sydlige USA, de fleste af dem med afro-amerikansk baggrund. I 1970'erne betød moderniseringen af den industrielle sektor, at mange arbejdere blev arbejdsløse. I 1980'erne nåede nedgangen i industrien i Rustbæltet Indiana, dog i mindre grad end andre stater, og økonomien kom i 1990'erne på fode igen hurtigere end andre stater i Rustbæltet.

## Politik
Indianas nuværende guvernør er Mitch Daniels, som blev valgt den 2. november 2004. Delstatens 2 senatorer er republikaneren Dick Lugar og demokraten Evan Bayh. Delstaten har 9 pladser i Repræsentanternes Hus og p.t. er 5 af dem demokrater og 4 republikanere.
Ved føderale præsidentvalg har Indiana stemt for de republikanske kandidater, siden delstaten støttede Lyndon B. Johnson mod Barry Goldwater i 1964. Ikke desto mindre har halvdelen af Indianas guvernører i det 20. århundrede været demokrater.
Indianas delegation i Repræsentanternes Hus er ikke så overvejende republikansk, som det kunne forventes. I stedet har Indianas valg til denne forsamling generelt afspejlet de overordnede politiske strømme i USA. F.eks. havde demokraterne flertallet af pladserne indtil 1994, hvor republikanerne fik majoriteten. Dette fortsatte indtil 2006, hvor 3 republikanske kongresmedlemmer fra Indiana tabte deres poster, hvilket gav demokraterne flertallet igen.
Den tidligere guvernør og nuværende senator Evan Bayh signalerede i 2006, at han muligvis ville forsøge at stille op til præsidentvalget i 2008. Hans far var en senator, som tabte i 1980 til den republikanske, senere vicepræsident Dan Quayle, som stammer fra den lille by Huntington i det nordøstlige Indiana. Bayh meddelte dog den 16. december 2006, at han ikke ville stille op til valget alligevel.

## Geografi
| 5 største byer | Befolkning i 2005 |
| -------------- | ----------------- |
| Indianapolis   | 784.118           |
| Fort Wayne     | 223.341           |
| Evansville     | 115.918           |
| South Bend     | 107.789           |
| Gary           | 98.715            |

Indiana grænser mod nord til søen Lake Michigan og delstaten Michigan, mod øst til Ohio, mod syd til Kentucky, mod hvilken Ohiofloden udgør grænsen, og mod vest til Illinois. Indiana er en af delstaterne omkring Great Lakes.
Delstaterne Ohios, Indianas og Illinois' nordlige grænse var oprindelig defineret som en længdegradslinje gennem Lake Michigans sydlige spids. Da dette ikke gav Indiana anvendelig adgang til søen, blev grænsen flyttet 10 miles nordpå.
The 764 km lange Wabash River skærer igennem delstaten fra nordøst mod sydvest.
Det nordvestlige hjørne af delstaten er del af det større Chicago og har næsten 1 mio. indbyggere. Byen Gary ligger i pendlerafstand til Chicago. Amterne Porter og Lake ligger i tidszonen Central sammen med Chicago. Sandklitter og sværindustri deler kystlinjen mod Lake Michigan i det nordlige Indiana. Byen South Bend ligger i det nordligt centrale Indiana, og delstatens næststørste by, Fort Wayne, ligger mod nordøst.
Delstatens hovedstad, Indianapolis, er beliggende i den midterste del af Indiana. De landlige dele af den midterste del består i en blanding af marker og skovområder.
Evansville, den tredjestørste by, ligger i det sydvestlige hjørne af delstaten i trekantsområdet mellem Illinois, Indiana og Kentucky. Det sydlige af Indiana er også en blanding af landbrug og skov, men topografien er generelt mere varieret, og der er flere bakker end i den nordlige del af delstaten.

### Klima
Det meste af Indiana har et fugtigt fastlandsklima med hede, fugtige somre og kolde vintre. De sydligste dele af delstaten grænser til et fugtigt, subtropisk klima med noget mildere vintre.
De højere temperaturer om sommeren er gennemsnitligt 29 °C med køligere nætter med omkring 16 °C. Vintrene er lidt mere varierende, men er generelt kølige til kolde med temperaturer over frysepunktet (koldere i den nordligste del) som maksimum i januar og en minimumstemperatur på -8 °C for det meste af delstaten. Delstaten får en del nedbør i alle fire årstider, gennemsnitligt 1.000 mm om året. Marts til august er den vådeste periode.
Delstaten kan have dårligt vejr, inkl. vinterstorme og tordenvejr. Selv om Indiana ikke får så meget sne som nogle delstater nordpå, så er der af og til snestorme. Der er 40-50 dage med tordenvejr om året, og marts og april har de fleste. Indiana er den delstat i Great Lakes-regionen, der oftest rammes af tornadoer.

## Økonomi
Indianas bruttodelstatsprodukt var 214 mia. USA i 2005, og den gennemsnitlige indkomst per indbygger 31.150 USD. En stor grad af indtjeningen i Indiana kommer fra fremstilling. Calumet-regionen i det nordvestlige Indiana er det største stålproducerende område i USA. Andre fremstillingsindustrier omfatter bl.a. farmaceutiske produkter og medicinsk udstyr, biler, elektrisk udstyr, transportudstyr, kemiske produkter, gummi, råolie- og kulprodukter samt fabriksmaskineri.
På trods af dens afhængighed af fremstilling har Indiana været mindre berørt af nedgangen i traditionel fremstillingsvirksomhed i Rustbæltet end mange af sine naboer. Forklaringen menes at være visse faktorer på arbejdsmarkedet; for det første kræver meget af den tunge industri som industrimaskiner og stål faglært arbejdskraft, og virksomheder er ofte villige til at flytte derhen, hvor denne arbejdskraft er tilgængelig. For det andet er Indianas arbejdsstyrke primært bosiddende i middelstore og mindre byer og ikke i store og dyre byer. Dette gør det muligt for virksomhederne at tilbyde lidt lavere lønninger for de samme færdigheder, end de normalt ville skulle betale. Med andre ord ser virksomhederne ofte Indiana som en mulighed for at opnå personale med højere færdigheder til lønninger, der er under gennemsnittet.
Delstaten er beliggende i USA's kornbælte, og Indianas landbrugsmetoder og vigtigste afgrøder afspejler dette: majs dyrkes til foder for svin og kvæg. Sojabønner er også en vigtig afgrøde. Delstatens tæthed på et større byområde som Chicago gør, at produktion af mælkeprodukter og æg samt hortikultur også er udbredt. Der dyrkes endvidere bl.a. meloner, tomater, vindruer og mynte. Det meste af det oprindelige areal var prærie og skulle ikke ryddes for træer. Mange områder med skovvækst er stadig tilbage og leverer materiale til møbelfremstillingssektoren i den sydlige del af delstaten.
Inden for minedrift er Indiana mest kendt for sin kalksten fra den sydlige og bakkede del. Der er også større kulminer i den sydlige del af staten. Som de fleste stater omkring de Store Søer har Indiana små til mellemstore oliefelter, som primært findes i det sydvestlige hjørne af staten.
Indianas økonomi anses for at være en af de mest erhvervsvenlige i USA. Dette skyldes til dels dens konservative erhvervsmiljø, lave virksomhedsskatter, lave medlemsgrad af fagforeninger og arbejdslovgivningen.
Indiana har en indkomstskat på 3,4%, og mange af amterne inddriver også skat. Momsen er på 6%.

## Demografi
I 2006 havde Indiana et anslået befolkningstal på 6.313.520, hvilket var en stigning på 3,8% siden 2000. Stigningen inkluderer en naturlig stigning på 196.728 personer (dvs. 541.506 fødsler minus 344.778 dødsfald) og en stigning på grund af en nettoimmigration på 51.117 til staten.
Befolkningstilvæksten siden 1990 er især foregået i amterne omkring Indianapolis samt i Dearborn County, som ligger tæt på Cincinnati.
I 2005 var der i Indiana 242.281 personer, født i udlandet, svarende til 3,9% af befolkningen.
Tysk-amerikanere er den største ophavsgruppe i Indiana med 22,7% af befolkningen. Andre større ophavsgrupper er amerikanere (12,0%), engelsk-amerikanere (8,9%), irsk-amerikanere (10,8%) og polsk-amerikanere (3,0%).

### Religion
Selv om det største enkelte kristne trossamfund er romersk-katolsk, så er delstaten overvejende protestantisk. En undersøgelse har vist, at 20% er romersk-katolske, 14% er baptister, 10% er anden kategori af kristne, 9% er metodister og 6% er lutheranere. Endvidere er 16% sekulære.

## Counties i Indiana
- Adams
- Allen
- Bartholomew
- Benton
- Blackford
- Boone
- Brown
- Carroll
- Cass
- Clark
- Clay
- Clinton
- Crawford
- Daviess
- Dearborn
- Decatur
- DeKalb
- Delaware
- Dubois
- Elkhart
- Fayette
- Floyd
- Fountain
- Franklin
- Fulton
- Gibson
- Grant
- Greene
- Hamilton
- Hancock
- Harrison
- Hendricks
- Henry
- Howard
- Huntington
- Jackson
- Jasper
- Jay
- Jefferson
- Jennings
- Johnson
- Knox
- Kosciusko
- LaGrange
- Lake
- LaPorte
- Lawrence
- Madison
- Marion
- Marshall
- Martin
- Miami
- Monroe
- Montgomery
- Morgan
- Newton
- Noble
- Ohio
- Orange
- Owen
- Parke
- Perry
- Pike
- Porter
- Posey
- Pulaski
- Putnam
- Randolph
- Ripley
- Rush
- Saint Joseph
- Scott
- Shelby
- Spencer
- Starke
- Steuben
- Sullivan
- Switzerland
- Tippecanoe
- Tipton
- Union
- Vanderburgh
- Vermillion
- Vigo
- Wabash
- Warren
- Warrick
- Washington
- Wayne
- Wells
- White
- Whitley

## Ekstern henvisning
- Delstaten Indianas officielle hjemmeside (engelsk)

40°N 86°V / 40°N 86°V